# جدروپ گوسین

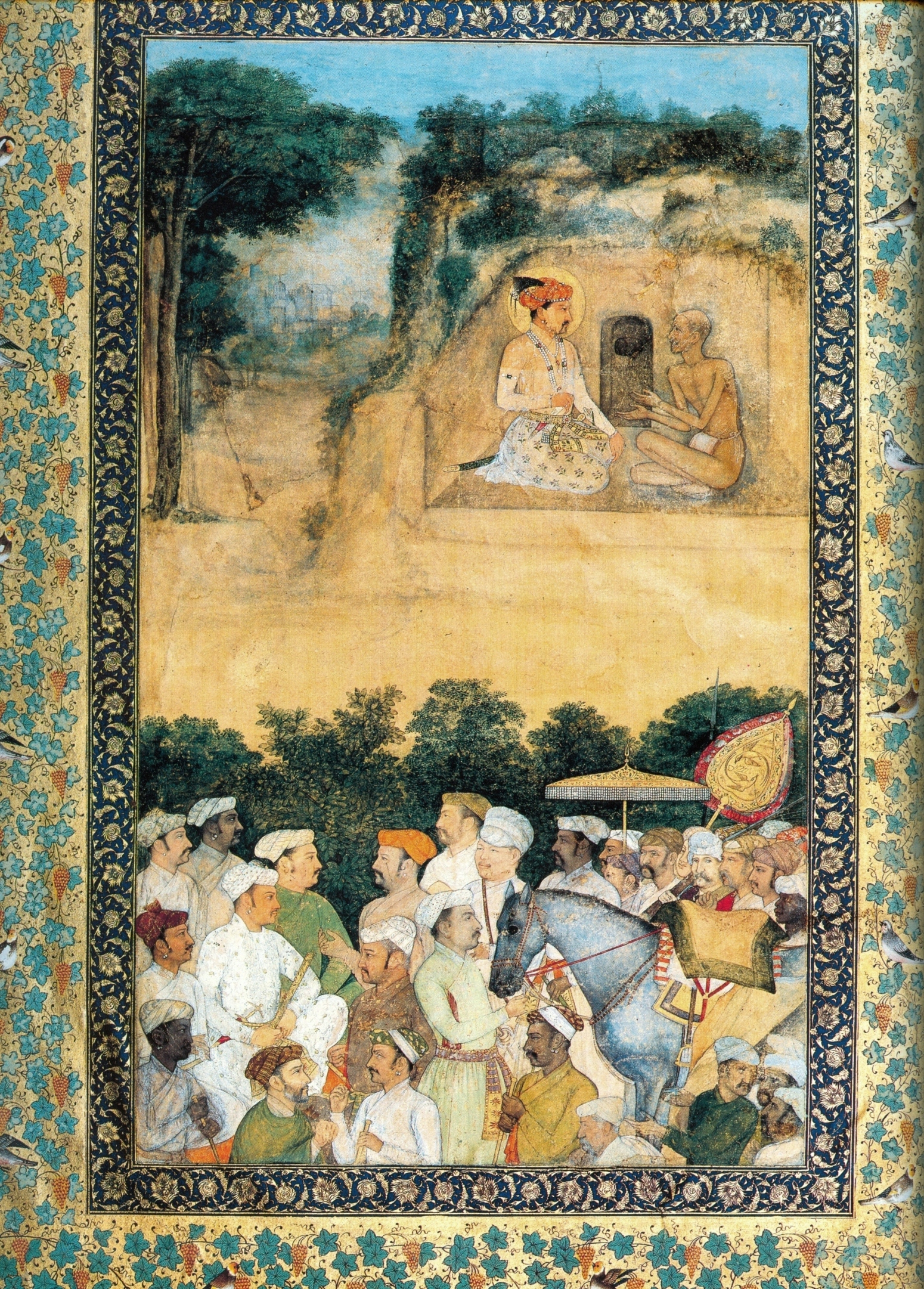
جادروپ (راست) و جهانگیر (چپ)

جدروپ گوسین مطابق گزارش دبستان مذاهب نام زاهد فقیری بود که فرزند جوهاری برهمن، ثروتمند گجراتی، بود. او در سن ۲۲ سالگی والدین و خانواده خود را برای عزلت‌نشینی ترک کرد. جدروپ در دانش ویدانته و تصوف خبره بود و بر آن‌ها تسلط داشت. به گفته معتمد خان، جادروپ برای پاکسازی ذهن مسلمانان استدلال‌هایی را ارائه می‌داد. در سال ۱۶۱۷ میلادی جهانگیرشاه که در حال گذر از شهر اوجائین بود، به ملاقاتش رفت و چون جدروپ در گوشه یک جنگل زندگی می‌کرد، جهانگیر مسافتی را پیمود تا او را بیابد، زیرا آن گونه که شاه در خاطرات خود نوشته‌است، در یازدهمین سال سلطنتش بدون دیدن زندگی ساده‌زیستانهٔ جدروپ نمی‌توانست به زندگی ادامه دهد. نهایتاً جدروپ را یافت که محل سکونتش در غاری در کنار تپه بود.
جهانگیر همچنین از ابعاد محل اقامت و ساده بودن رژیم غذایی او یاد می‌کند. جهانگیر شش ساعت با جدروپ ماند و در مورد ویدانته با او گفتگو کرد. جهانگیرشاه تحت تأثیر نحوه صحبت کردن جدروپ قرار گرفت. سه روز بعد، جهانگیر نزد جدروپ بازگشت و زمان بیشتری را با او گذراند. سر توماس روی نیز به دیدار جهانگیر با جدروپ در سال ۱۶۱۷ اشاره دارد.
در سیزدهمین سال سلطنت جهانگیر، تقریباً در سال ۱۶۱۸ میلادی، هنگامی که جهانگیر از احمدآباد برمی‌گشت و کاروان سلطنتی در نزدیکی اوژن اردو زدند، جهانگیر دو بار با جدروپ ملاقات کرد.
در چهاردهمین سال سلطنت جهانگیر، در سال ۱۶۱۹ میلادی، جدروپ از اوجائین به ماتورا مهاجرت کرد. در ماتورا نیز، جهانگیر دو بار به دیدار جدروپ رفت و او زندگی روزمره خود را توصیف کرد، این که چگونه تقریباً تمام زمستان و تابستان و در باران برهنه بوده و فقط نیمی از بدنش با پارچه نخی پوشیده بود و فقط یک فنجان سفالی داشت که از آن آب بخورد و غار او به قدری کوچک بود که به سختی می‌توانست حرکت کند. هنگامی که او به جلسه خداحافظی با جهانگیر آمد به ماتورا رفت و شاه به سختی با او خداحافظی کرد.
در اقبال‌نامه جهانگیری، نویسنده می‌نویسد که میرزا عزیز کوکا، پدر خسرو میرزا (که از سال ۱۶۰۶ به جرم شورش در زندان بود)، مخفیانه با جدروپ ملاقات کرد و از او خواست که تا از نفوذ خود استفاده کند و خسرو را آزاد کند؛ بنابراین، جهانگیر به توصیه جدروپ، دستورهایی برای آزادی خسرو صادر کرد.
جالب اینکه جهانگیر بلافاصله پس از ملاقات با جدروپ در ماتورا از آزادی خسرو صحبت کرد.
حیکم بیگ، برادر زن نور جهان و ارباب فئودال ماتورا، یک بار به بهانه‌ای جدروپ گوسین را شلاق زد و هنگامی که جهانگیر اطلاع یافت، حکیم بیگ را برکنار کرد. و از آن زمان به حکیم بیگ هرگز مناصب سلطنتی داده نشد. احترام جهانگیر به جدروپ توسط دبستان مذاهب نیز تأیید شده‌است. اشراف گورکانی نیز به دیدار جدروپ می‌رفتند و هنگامی که وی در بنارس بود، حکیم کامران شیرازی به دیدار وی می‌رفت. عبدالرحیم خانخانان چنان به جادروپ احترام گذاشت که برای ملاقات او خم شد. معتمد خان، نویسنده اقبال‌نامه جهانگیری، یک مثنوی در ستایش جدروپ نوشت و در آن به کوچکی غار جدروپ، کمبود غذا و بیزاری از دنیای او اشاره کرد.
هنرمندان گورکانی همچنین در ستایش جدروپ آثاری دارند. برخی از نمونه‌های نادر نقاشی مغول، ملاقات جهانگیر با این گوسین را در غار جدروپ نشان می‌دهد.